# 加登瓦利 (愛達荷州)
加登瓦利（英語：Garden Valley）是位於美國愛達荷州博伊西縣的一個人口普查指定地區。

## 地理
加登瓦利的座標為44°05′24″N 115°57′07″W / 44.09000°N 115.95194°W，而該地最高點為海拔高度959米（即3146英尺）。

## 人口
根據2010年美國人口普查的數據，加登瓦利的面積為19.77平方千米，當中陸地面積為19.16平方千米，而水域面積為0.61平方千米。當地共有人口394人，而人口密度為每平方千米19.93人。